# Karl-Heinz Schelling
Karl-Heinz Schelling (* 22. März 1925 in Eisleben; † 10. März 2009 in Darmstadt) war ein deutscher Architekt und Hochschullehrer.

## Leben
Schelling wurde als Sohn des Chemikers Arthur Rudolf Schelling und seiner Ehefrau Franziska Schelling geb. Heinebrodt in Eisleben geboren. Schelling besuchte Schulen in Bitterfeld und Leipzig. 1944 wurde er zum Flugzeugführer ausgebildet. Nach dem Zweiten Weltkrieg setzte er seine Schulausbildung fort und machte 1947 nach einem sechsmonatigen Abiturlehrgang für Kriegsteilnehmer sein Abitur. Parallel dazu machte er eine Lehre als Maurer. Von 1947 bis 1950 studierte er Architektur an der Hochschule für Baukunst und Bildende Künste Weimar. Im Oktober 1950 verließ er die DDR und setzte sein Studium der Architektur an der Technischen Hochschule Darmstadt fort, das er im Juli 1953 mit der bestandenen Diplom-Hauptprüfung abschloss.
Nach einer einjährigen Tätigkeit im Architekturbüro von Alfred Schild in Frankfurt/M., wechselte er zum Staatlichen Hochschulbauamt Darmstadt, wo Schelling bereits einen Einsatz im Studium verbracht hatte. In dieser Zeit war er für zahlreiche Bauvorhaben im Rahmen der Erweiterung der Technischen Hochschule Darmstadt zuständig. Schwerpunkte seiner Arbeit waren die Gebäude der Elektrotechnik mit Hörsaalgebäude („Hexagon“) in der Innenstadt sowie die Gebäude für die naturwissenschaftlichen Institute am Standort Botanischer Garten. Darüber hinaus war er für die Erweiterungsgebäude am Standort Windkanal verantwortlich. 1956/57 legte er umfassende Pläne zur Modernisierung und Erweiterung des Waldemar-Petersen-Hauses (heute: Darmstädter Haus) der TH Darmstadt im Kleinen Walsertal vor.
Von 1956 bis 1961 war Schelling Korrespondent und ständiger Mitarbeiter bei der Zeitschrift baukunst und werkform. In dieser Zeit hat er über 20 Beiträge zu unterschiedlichen Themen aus der Architektur verfasst.
Seit Juni 1962 war er als freier Architekt in Partnerschaft mit Oskar Dörr in Darmstadt tätig. In dieser Funktion hat er verschiedene Kindergärten, Schulen und Wohnhäuser entworfen und gebaut. Schelling hat zahlreiche Architekturwettbewerbe gewonnen bzw. vordere Plätze belegt.
1969 wurde er Lehrkraft und 1972 Professor für Hochbau an der Fachhochschule Darmstadt. 1987 wurde er in den Ruhestand versetzt.
Schelling war auch sportlich sehr aktiv. Er war mehrfacher deutscher Hochschulmeister im Fechtsport.
Karl-Heinz Schelling war seit 1950 mit Dora Sturm (1923–1973) verheiratet. Aus dieser Ehe sind die Kinder Barbara (* 1955) und Christoph (* 1959) hervorgegangen.

## Ehrungen
- 1965: das Institutsgebäude Botanik und Zoologie der TH Darmstadt wird vom Land Hessen als „vorbildliche Leistung“ ausgezeichnet.

## Bauten
- 1956–1961: Entwurf für die Erweiterung der Fakultät für Elektrotechnik der Technischen Hochschule Darmstadt am Standort Stadtmitte (Hörsaal Hexagon, Institutsgebäude, Hallen)
- 1955: Haus Fränkel in Darmstadt
- 1956: Haus Laumann in Weiterstadt
- 1957: Erweiterung am Standort Windkanal der TH Darmstadt in Griesheim.
- 1958/1959: Erweiterung des Darmstädter Hauses in Hirschegg (Gemeinde Mittelberg) im Kleinwalsertal
- 1958/1959: Versuchshallen Elektrotechnik (Darmstadt).
- 1959/1960: Atelier-Wohnhaus für Helmut Lander in Darmstadt, Olbrichweg 20
- 1962–1964: Institutsgebäude für Botanik und Zoologie der TH Darmstadt, Standort Botanischer Garten.
- 1962–1965: Schulzentrum mit Internat in Kuwait.
- 1962: Haus Hundt in Reinheim.
- 1963: Haus Roether in Darmstadt.
- 1963: Kindergarten in Kelkheim.
- 1963–1965: Institut für Geologie, Mineralogie und Geographie der TH Darmstadt, Standort Botanischer Garten (zusammen mit Oskar Dörr).
- 1964/65: Kindergarten in Schaafheim.
- 1967/68: Wohnhaus Schelling in Darmstadt-Eberstadt, Schloßstraße.
- 1968: Zentralarchiv der EKHN in Darmstadt.
- 1969–1972: Eichwaldschule in Schaafheim (heute Grund-, Haupt- und Realschule mit Förderstufe).
- 1970–1972: Verwaltungsgebäude Bundesverband Druck e. V. in Wiesbaden.
- 1974: Haus-Atelier Pit Ludwig in Darmstadt.
- 1976: Haus Wunderle in Gernsheim.

## Schriften
- Darmstadt. Skizzen und Texte. Darmstadt 1986.
- Bauwerke und Stadtansichten. Architektur zeichnen für Studium und Freizeit. Augsburg 1997.